# Кинг Джонсон, Карлин
Карлин Кинг Джонсон (англ. Carlene King Johnson; 31 мая 1933 года — 15 апреля 1968 году) — американская фотомодель, победительница конкурса красоты Мисс США 1955.

## Биография
Она училась в Middlebury College, где была членом Женского общества Сигма Каппа. Затем она посещала школу Форсайт Тафт в Бостоне, где её избрали Inter Fraternity Council Queen.
После победы на конкурсе Мисс Вермонт США, участвовала в конкурсе Мисс США, стала единственной представительницей штата Вермонт (по состоянию на 2012 год) получившей титул Мисс США.
Джонсон — дочь доктора Нормана и Кэтрин Джонсон. У неё был один брат по имени Лайман. 21 декабря 1957 года она вышла замуж за Лоуренса Дрейка. 